# Rhacopus
Rhacopus är ett släkte av skalbaggar som beskrevs av Hampe 1855. Rhacopus ingår i familjen halvknäppare.
Släktet innehåller bara arten Rhacopus sahlbergi.